# Le Théâtre chez soi
 (juillet 2025).
Pour plus de détails, voir Fiche technique et Distribution.
Le Théâtre chez soi est un court métrage français réalisé par Robert Bossis, sorti en 1932.

## Fiche technique
- Réalisation : Robert Bossis
- Scénario : Rip, Jacques Bousquet
- Sociétés de production et de distribution : Paramount
- Format : Noir et blanc - 1,37:1 - 35 mm - son mono
- Genre : Comédie
- Métrage : 600 mètres
- Durée :  21 minutes

## Distribution
- Jeanne Cheirel
- George
- Marcelle Monthil
- Paul Faivre